# Brad Berry
Bradley L. Berry (Kanada, Alberta, Bashaw, 1965. április 1. –) profi jégkorongozó.

## Karrier
Komolyabb karrierjét a Észak-Dakotai Egyetemen kezdte 1983-ban. Az egyetemen 1986-ig játszott és tanult. Az 1983-as NHL-drafton a Winnipeg Jets választotta ki a második kör 29. helyén. A Winnipegben 1985 és 1990 között játszott. Közben néhányszor leküldték az AHL-es Moncton Hawksba játszani. 1990–1991-ben Svédországba ment egy idényre. A következő szezonban a Minnesota North Starsban játszott két idényt és egyszer leküldték az IHL-es Kalamazoo Wings csapatába játszani. Miután a Minnesota North Stars átköltöztt Dallasba és Dallas Stars néven folytatta a játékot ő is ment a csapattal és egy idényt még játszott az NHL-ben. Még két idényt az IHL-ben a Kalamazoo Wingsben és négyet a Michigan K-Wingsben játszott majd 1998-ban visszavonult. Másodedzőként tevékenykedett tovább.

## Nemzetközi szereplés
Első válogatottbeli szereplése az 1985-ös U20-as jégkorong-világbajnokság volt, ahol a csapattal aranyérmes lett. Első és egyetlen felnőtt nagy nemzetközi tornája az 1991-es jégkorong-világbajnokság volt, ahol a csapattal ezüstérmes lett Svédország mögött.